# Carausius baumei
Carausius baumei is een insect uit de orde Phasmatodea (wandelende takken) en de familie Phasmatidae. De wetenschappelijke naam van deze soort is voor het eerst geldig gepubliceerd in 1910 door Heinrich Hugo Karny. De soort werd gevonden in Duits-Zuidwest-Afrika (het huidige Namibië). 
De soort is opgedragen aan de Duitse wetenschapper Wolfgang La Baume, toen assistent aan het Museum für Naturkunde in Berlijn.